# Massimiliano di Leuchtenberg
Massimiliano Giuseppe Eugenio Augusto Napoleone di Beauharnais (Monaco di Baviera, 2 ottobre 1817 – San Pietroburgo, 1º novembre 1852), terzo duca di Leuchtenberg, era il marito della granduchessa Marija Nikolaevna di Russia e cugino di primo grado dell'imperatore Napoleone III dei Francesi. Era un nipote della prima moglie di Napoleone I, l'imperatrice Giuseppina, dal suo matrimonio con Alexandre de Beauharnais.

## Biografia

### Infanzia
Era il secondo dei figli maschi di Eugenio di Beauharnais, viceré d'Italia e granduca di Francoforte, e di sua moglie, la principessa Augusta di Baviera. Tramite suo padre, è quindi nipote dell'Imperatrice di Francia Giuseppina di Beauharnais e del suo primo marito, il visconte Alexandre de Beauharnais mentre, tramite sua madre, discende da re Massimiliano I di Baviera e della sua prima moglie, la principessa Augusta Guglielmina d'Assia-Darmstadt.
Discendente della famiglia Beauharnais, Massimiliano nacque nel regno di suo nonno materno. Dopo il crollo del Primo Impero e la restaurazione dei Borbone a Parigi nel 1814, suo padre dovette fuggire dalla Francia e trovò rifugio presso i suoceri a Monaco. Installato da allora il castello di Berg, la famiglia si trasferì a Castello d'Ismaning poco dopo la nascita di Massimiliano. Allo stesso tempo, il re di Baviera concedette a suo genero i titoli di duca di Leuchtenberg e principe di Eichstätt, il 14 novembre 1817, in cambio di una somma di 5 milioni di franchi. Il titolo entrò effettivamente in vigore con l'amministrazione del Principato di Eichstätt. Massimiliano, figlio di Eugenio, venne nominato, come i suoi fratelli, "Principe di Leuchtenberg" e divenne il secondo erede in linea di successione al ducato.
Vittime del protocollo bavarese, che gli ricordava costantemente che il loro rango era inferiore a quello dei Wittelsbach, i Beauharnais beneficiano comunque di un vero benessere materiale nel loro esilio. Con la sua fortuna, il principe Eugenio acquisì così diversi castelli e tenute, tra cui il palazzo Leuchtenberg a Monaco e terre situate nel cantone di Turgovia. Il principe francese ha, inoltre, ricostituito le sue collezioni d'arte in Baviera e i suoi figli crebbero in mezzo a opere d'arte di prestigio.
Il principe Eugenio morì di infarto nel 1824. Massimiliano riceve un'istruzione di qualità, sotto la supervisione di sua madre, che riuscì a combinare delle ottime unioni per i suoi figli.
Come la maggior parte degli uomini della sua classe sociale, Massimiliano era destinato alla carriera militare. Da adolescente, è stato nominato dal nonno comandante del VI° reggimento bavarese di cavalleria prima di essere promosso da suo zio, il re Luigi I di Baviera, colonnello del reggimento di ulani. Nel 1835, suo fratello, il principe Augusto morì a Lisbona senza lasciare discendenti. Come ultimo rappresentante maschio della casa Beauharnais, Massimiliano divenne duca di Leuchtenberg e ereditò la maggior parte del patrimonio di famiglia.

### Viaggio in Russia
Nel 1836, il Granduca Michail Pavlovič di Russia fece una visita ufficiale a Monaco. Incontrò la principessa Augusta e la sua famiglia, che lo accolsero in pompa magna nella loro casa. Poco dopo questi eventi, lo zar Nicola I chiese al re Luigi I di Baviera di inviare un principe della sua casa per partecipare a delle manovre militari in Russia. La corte imperiale stava cercando da diversi anni di far sposare una granduchessa russa con uno dei figli del re, ma quest'ultimo rifiutò cortesemente l'invito. Tuttavia, l'imperatore insistette e chiese espressamente al sovrano di mandargli suo nipote, il principe Massimiliano. Dopo essersi consultato con la sorella, che ha subito accolto con favore i benefici che poteva portare questo viaggio, Luigi I chiese al nipote di andare in Russia per rappresentare la Baviera.
Il viaggio di Massimiliano avvenne nel 1837 e lo portò a visitare diverse regioni dell'Impero russo. Accolto calorosamente dallo zar, il principe assistette per la prima volta alle esercitazioni militari a Voznesens'k. Quindi, accompagnò lo zar e la sua corte a Odessa e infine a San Pietroburgo. Massimiliano conobbe quindi l'imperatrice Alexandra Feodorovna e i figli della coppia imperiale.

## Matrimonio
Presto, scoppiò un idillio tra il principe e la granduchessa Marija Nikolaevna, figlia prediletta del sovrano russo. Lo zar ne è soddisfatto perché apprezzava Massimiliano e lo considera una persona appropriata per sua figlia. Fece conoscere le sue esigenze al giovane duca: in caso di matrimonio, quest'ultimo doveva impegnarsi a stabilirsi in Russia e prestare servizio nell'esercito imperiale. Soprattutto, doveva accettare di allevare i suoi figli nella religione ortodossa e renderli principi russi. Dopo aver consultato sua madre, Massimiliano accettò i termini dello zar, il 23 ottobre 1838 fu accettato nell'esercito russo con il grado di maggiore generale e il suo fidanzamento con Marija venne ufficialmente annunciato il 5 dicembre 1838. Poco dopo, il duca di Leuchtenburg tornò in Baviera per sistemare i suoi affari.
Il matrimonio venne celebrato nella cappella del Palazzo d'Inverno, il 2 luglio 1839. I festeggiamenti durarono quindi giorni ma suscitò la disapprovazione dei moscoviti, che erano scioccati nel vedere una delle loro principesse unirsi a un principe francese, il cui padre aveva partecipato alla cattura della loro città nel 1812. Immediatamente dopo le nozze, il duca di Leuchtenburg ricevette dallo zar il trattamento di altezza imperiale e il titolo di principe Romanovskij. È stato nominato maggiore generale dell'esercito russo e colonnello in capo del reggimento degli ussari di Kiev. Riceve anche una pensione annuale di 100.000 rubli. Da parte sua, lo zar diede a sua figlia una rendita di 700.000 rubli e una somma di 2 milioni da pagare in buoni del tesoro al 4%. Per accogliere la famiglia, l'imperatore accettò finalmente di costruire e arredare a sue spese un palazzo a San Pietroburgo e un altro situato nelle vicinanze della capitale.
La coppia ebbe sette figli:
- Principessa Alessandra Maximilianovna (1840-1843);
- Principessa Maria Maximilianovna (1841-1914), sposò Luigi Guglielmo di Baden;
- Nikolaj Maksimilianovič, IV duca di Leuchtenberg (1843-1891);
- Principessa Eugenia Maximilianovna (1845-1925), sposò Alessandro di Oldenburg;
- Evgenij Maksimilianovič, V duca di Leuchtenberg (1847-1901), sposò in prime nozze Daria Opotchinina e in seconde nozze Zinaida Skobeleva;
- Principe Sergej Maksimilianovič di Leuchtenberg (1849-1877), ucciso nella guerra russo-turca[12];
- Georgij Maksimilianovič, VI duca di Leuchtenberg (1852-1912), sposò in prime nozze Teresa di Oldenburg e in seconde nozze Anastasia del Montenegro.

In attesa della costruzione della loro nuova residenza (battezzata "Marie Palace"), Massimiliano e sua moglie si trasferirono al Palazzo d'Inverno, dove rimasero fino al 1845. Terminati i lavori, Massimiliano fece trasferisce le sue collezioni di dipinti, armi e minerali in Russia. Una buona parte di essi si trova oggi al Museo dell'Ermitage o in altre istituzioni del paese.
I primi anni di matrimonio sono felici. Tuttavia, i rapporti dei due coniugi si deteriorarono a partire dal 1845, quando la Granduchessa iniziò una relazione con il conte Grigorij Aleksandrovič Stroganov. La maggior parte degli storici ritiene inoltre che Massimiliano non sia il vero padre dei principi Evgenij, Sergej e Georgij di Leuchtenberg, che in realtà sarebbero i figli di Stroganov. Massimiliano, da parte sua, non è nemmeno un marito modello: ha molte conquiste femminili e si dedica al gioco d'azzardo. Essendo ancora legato alla Germania da un titolo ducale e da possedimenti nell'Europa occidentale, nel 1845 cedette i suoi possedimenti nello Stato della Chiesa per 20 milioni al governo pontificio, comprò una tenuta nella provincia di Tambov e quindi si stabilì definitivamente in Russia.

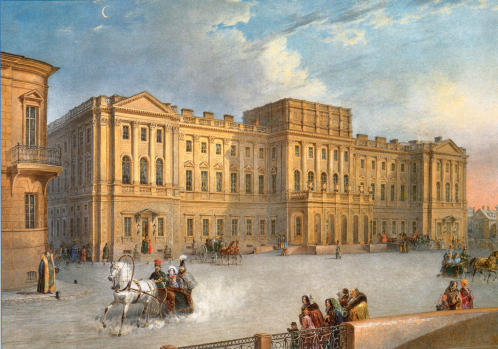
Il "Marie Palace", di Vasilij Sadovnikov (1849).

### Attività
Soldato in carriera, Massimiliano trascorse lunghi periodi fuori dalla capitale. Considerato per tutta la vita come un outsider, venne assegnato solo a missioni secondarie, il che danneggiò la sua autostima. Il principe fatica anche ad abituarsi alla disciplina russa, molto più rigida di quella usata nell'esercito bavarese.
Appassionato di arti e scienze, il principe aumentò le collezioni di dipinti, armi e minerali che ha ereditato dal padre e dal fratello. Considerato un brillante intellettuale, fu nominato dallo zar membro onorario dell'Accademia delle scienze russa (1839) e presidente dell'Accademia imperiale di belle arti (1843). Lo zar gli affidò anche la direzione dell'Istituto del Corpo degli Ingegneri Minerari.
Massimiliano è anche il primo imprenditore della famiglia imperiale. Amico personale di Moritz von Jakobi, ha studiato con lui galvanica ed elettromagnetismo. Soprattutto, è il primo a utilizzare questi processi su scala industriale. Nel 1847 fondò una fabbrica nella tenuta Serguievka in cui costruì le prime locomotive russe.
Oltre a queste attività, Massimiliano ha sponsorizzato diverse organizzazioni di beneficenza, tra cui la Society for the Visits to the Poor, fondata nel 1846. Finanziò anche la costruzione della Clinica Maximilian, che fornisce assistenza gratuita ai bisognosi.

## Morte
Tra il 1845 e il 1846 Massimiliano effettuò una spedizione mineralogica negli Urali. Contrasse la polmonite, che progredì rapidamente verso la tubercolosi. Colpito duramente dalla malattia, il principe partì per curarsi in Estonia e poi a Maiorca. Dal 1847, tuttavia, i medici ritennero che le sue condizioni fossero senza speranza e che nessuna cura l'avrebbe aiutato.
Morì il 1º novembre 1852 a San Pietroburgo. Lo zar dichiarò lutto per tre mesi, come per qualsiasi membro della famiglia imperiale. Le spoglie di Massimiliano sono sepolte nella Cappella di San Giovanni di Gerusalemme nella chiesa romana del Gran Priorato di Russia, a San Pietroburgo. In onore di suo marito, la Granduchessa Marija fece erigere una statua sdraiata nella cappella, realizzata da Aleksandr Terebenev.
Secondo gli ultimi desideri del principe, il suo cuore fu invece depositato nella chiesa di San Michele a Monaco.
Dopo la sua morte, l'imperatore Nicola I ordinò la vendita dei suoi possedimenti in Baviera e, con decreto del 6 dicembre 1852, assegnò ai suoi figli (e, di conseguenza, ai suoi nipoti) il nome dei principi Romanov e il titolo di Altezze Imperiali, in modo che questo titolo rimanesse ai pronipoti dell'imperatore Nicola I.
Essendo il membro cattolico di rango più alto dell'Impero russo, partecipò attivamente alla petizione dei rappresentanti del clero cattolico per istituire un cimitero cattolico e una chiesa cimiteriale a San Pietroburgo. La petizione fu accolta dopo la morte del duca e nel 1856 fu consacrato il cimitero cattolico di Vyborg e nel 1859 la cappella fu consacrata e in seguito ricostruita nel tempio della Visitazione dalla Beata Vergine Maria di Elisabetta.

## Antenati
|                                                |                                            |                                                        | Genitori                                                              |  |  | Nonni |  |  | Bisnonni                |  |  | Trisnonni             |  |
|                                                |                                            |                                                        |                                                                       |  |  |       |  |  | François de Beauharnais |  |  | Claude de Beauharnais |  |
|                                                |                                            |                                                        |                                                                       |  |  |       |  |  | François de Beauharnais |  |  | Claude de Beauharnais |  |
|                                                |                                            | Renée Hardouineau de Laudanière                        |                                                                       |  |  |       |  |  | François de Beauharnais |  |  |                       |  |
| Alessandro di Beauharnais                      |                                            |                                                        |                                                                       |  |  |       |  |  | François de Beauharnais |  |  |                       |  |
|                                                |                                            | Henriette Pyvart de Chastullé                          | François-Louis de Pyvart de Chastullé                                 |  |  |       |  |  |                         |  |  |                       |  |
|                                                |                                            | Henriette Pyvart de Chastullé                          | François-Louis de Pyvart de Chastullé                                 |  |  |       |  |  |                         |  |  |                       |  |
|                                                |                                            | Henriette Pyvart de Chastullé                          | Jeanne Hardouineau de Laudanière                                      |  |  |       |  |  |                         |  |  |                       |  |
| Eugenio di Beauharnais                         |                                            | Henriette Pyvart de Chastullé                          |                                                                       |  |  |       |  |  |                         |  |  |                       |  |
|                                                |                                            | Giuseppe-Gaspard Tascher de la Pagerie                 | Gaspard Joseph Tascher de la Pagerie                                  |  |  |       |  |  |                         |  |  |                       |  |
|                                                |                                            | Giuseppe-Gaspard Tascher de la Pagerie                 | Gaspard Joseph Tascher de la Pagerie                                  |  |  |       |  |  |                         |  |  |                       |  |
|                                                |                                            | Giuseppe-Gaspard Tascher de la Pagerie                 | Françoise Bourreau de la Chevalerie                                   |  |  |       |  |  |                         |  |  |                       |  |
| Maria Giuseppina Rosa de Tascher de la Pagerie |                                            | Giuseppe-Gaspard Tascher de la Pagerie                 |                                                                       |  |  |       |  |  |                         |  |  |                       |  |
|                                                |                                            | Rose-Claire des Vergers de Sanois                      | Joseph François des Vergers de Sanois                                 |  |  |       |  |  |                         |  |  |                       |  |
|                                                |                                            | Rose-Claire des Vergers de Sanois                      | Joseph François des Vergers de Sanois                                 |  |  |       |  |  |                         |  |  |                       |  |
|                                                |                                            | Rose-Claire des Vergers de Sanois                      | Catherine Marie Brown                                                 |  |  |       |  |  |                         |  |  |                       |  |
| Massimiliano di Leuchtenberg                   |                                            | Rose-Claire des Vergers de Sanois                      |                                                                       |  |  |       |  |  |                         |  |  |                       |  |
|                                                | Federico Michele di Zweibrücken-Birkenfeld | Cristiano III del Palatinato-Zweibrücken               |                                                                       |  |  |       |  |  |                         |  |  |                       |  |
|                                                | Federico Michele di Zweibrücken-Birkenfeld | Cristiano III del Palatinato-Zweibrücken               |                                                                       |  |  |       |  |  |                         |  |  |                       |  |
|                                                | Federico Michele di Zweibrücken-Birkenfeld | Carolina di Nassau-Saarbrücken                         |                                                                       |  |  |       |  |  |                         |  |  |                       |  |
| Massimiliano I Giuseppe di Baviera             | Federico Michele di Zweibrücken-Birkenfeld |                                                        |                                                                       |  |  |       |  |  |                         |  |  |                       |  |
|                                                |                                            | Maria Francesca del Palatinato-Sulzbach                | Giuseppe Carlo del Palatinato-Sulzbach                                |  |  |       |  |  |                         |  |  |                       |  |
|                                                |                                            | Maria Francesca del Palatinato-Sulzbach                | Giuseppe Carlo del Palatinato-Sulzbach                                |  |  |       |  |  |                         |  |  |                       |  |
|                                                |                                            | Maria Francesca del Palatinato-Sulzbach                | Elisabetta Augusta Sofia del Palatinato-Neuburg                       |  |  |       |  |  |                         |  |  |                       |  |
| Augusta di Baviera                             |                                            | Maria Francesca del Palatinato-Sulzbach                |                                                                       |  |  |       |  |  |                         |  |  |                       |  |
|                                                |                                            | Giorgio Guglielmo d'Assia-Darmstadt                    | Luigi VIII d'Assia-Darmstadt                                          |  |  |       |  |  |                         |  |  |                       |  |
|                                                |                                            | Giorgio Guglielmo d'Assia-Darmstadt                    | Luigi VIII d'Assia-Darmstadt                                          |  |  |       |  |  |                         |  |  |                       |  |
|                                                |                                            | Giorgio Guglielmo d'Assia-Darmstadt                    | Carlotta di Hanau-Lichtenberg                                         |  |  |       |  |  |                         |  |  |                       |  |
| Augusta Guglielmina d'Assia-Darmstadt          |                                            | Giorgio Guglielmo d'Assia-Darmstadt                    |                                                                       |  |  |       |  |  |                         |  |  |                       |  |
|                                                |                                            | Maria Luisa Albertina di Leiningen-Dagsburg-Falkenburg | Cristiano Carlo Reinardo di Leiningen-Dachsburg-Falkenburg-Heidesheim |  |  |       |  |  |                         |  |  |                       |  |
|                                                |                                            | Maria Luisa Albertina di Leiningen-Dagsburg-Falkenburg | Cristiano Carlo Reinardo di Leiningen-Dachsburg-Falkenburg-Heidesheim |  |  |       |  |  |                         |  |  |                       |  |
|                                                |                                            | Maria Luisa Albertina di Leiningen-Dagsburg-Falkenburg | Caterina Polissena di Solms-Rödelheim                                 |  |  |       |  |  |                         |  |  |                       |  |
|                                                |                                            | Maria Luisa Albertina di Leiningen-Dagsburg-Falkenburg |                                                                       |  |  |       |  |  |                         |  |  |                       |  |